# Алекс Родригез (панамски фудбалер)
Алекс Родригез (шп. Álex Raúl Rodríguez Ledezma; 5. август 1990) панамски је фудбалер, игра на позицији голмана.

## Каријера
Дебитовао је 2012. године за Спортинг Сан Мигелито, у којем је провео три сезоне, играјући на 64 првенствене утакмице. Био је први голман у тиму и стандардни првотимац.
Од 2015. брани за панамског прволигаша Сан Франциско из Ла Чорере.

## Репрезентација
Дебитовао је 2013. године за репрезентацију Панаме у пријатељском мечу против Гватемале. Панама је успела први пут да избори пласман на Светско првенство 2018, победом над Костариком од 2:1. Био је уврштен у састав Панаме на Светском првенству у Русији 2018. године.